# Douglas Jackson
Douglas „Doug“ Jackson (* 26. Januar 1938 in Montréal, Québec, Kanada) ist ein kanadischer Filmregisseur, Filmproduzent und Drehbuchautor,  der 1969 eine Oscarnominierung erhielt.

## Lebensnotizen
Jackson begann seine Arbeit beim Film in den 1960er-Jahren als Mitarbeiter des National Film Board of Canada (NFB), wo er sich in erster Linie um den Bereich Dokumentar-Kurzfilm kümmerte. Anfangs seiner Karriere wurde er stets unter dem Namen Doug Jackson geführt. Mit dem von ihm 1968 produzierten Kurzfilm Blake, bei dem Bill Mason Regie führte, wurde er für einen Oscar nominiert. Der Film zeigt den Animator Blake James, der ein außergewöhnliches Leben abseits der üblichen Normen führt, um so seinen außergewöhnlichen Freiheitsdrang ausleben zu können.
Bei dem 1972 veröffentlichten Film The Sloane Affair führte Jackson Regie, schrieb das Drehbuch und produzierte den Film auch. Die Filmhandlung ist zwar fiktiv, basiert jedoch auf Vorfällen aus Akten des Finanzministeriums und zeigt die Untersuchung eines mutmaßlichen Steuerbetrugs, deren ein erfolgreicher Bauunternehmer beschuldigt wird. Auch für das 1974 entstandene Kriminalfilmdrama Vier heiße Tage war Jackson in Personalunion als Regisseur, Produzent und Autor tätig. Zufällig fotografiert ein Reporter bei seiner Reportage über den Badebetrieb während einer Hitzewelle in Montréal einen flüchtenden Gangster, den er nun erpressen will, was dazu führt, dass er immer tiefer in gefährliche Machenschaften hineingezogen wird.
In Verbindung gebracht wird Jackson Name im englischsprachigen Raum vor allem mit der von ihm gemeinsam mit Denys Arcand inszenierten Miniserie Empire, Inc. (1985). Im darauffolgenden Jahr inszenierte Jackson eine Folge der Science-Fiction- und Fantasy-Fernsehserie Bradburys Gruselkabinett mit dem Titel Banshee, in der eine exzentrische extravagante Kritikerin, die in einer Lodge in den irischen Wäldern wohnt, mit einem skeptischen Schriftsteller eine seltsame Wette abschließt. In Jacksons 2001 veröffentlichtem Actionthriller The Ghost geht es um eine von den eigenen Leuten gehetzte Killerin, die als Mailorder-Braut Unterschlupf bei einem nichtsahnenden Kalifornier findet.
Douglas Jackson ist mit der Schauspielerin Tanya Jackson verheiratet, die er in dem 1996 entstandenen Thriller Midnight in St. Petersburg (The Palmer Files: Herren der Apokalypse) als Balletttänzerin besetzte.

## Filmografie (Auswahl)
- 1958: General Motors Presents (Fernsehserie, Folge Power to Destroy; Autor)
- 1964: Lacrosse (Dokumentar-Kurzfilm; Regie, Produzent, Autor, Editor)
- 1965: Control of Inmates (Dokumentar-Kurzfilm; Regie, Autor)
- 1967: Reception (Dokumentar-Kurzfilm; Regie, Produzent, Autor)
- 1969: Blake (Kurzfilm; Produzent)
- 1969: Danny and Nicky (Dokumentarfilm; Regie, Produzent, Editor)
- 1971: Norman Jewison, Film Maker (Dokumentarfilm, Regie; Produzent)
- 1972: The Sloane Affair (Regie, Produzent, Autor, Vorarbeit)
- 1973: La gastronomie (Dokumentar-Kurzfilm; Regie, Autor)
- 1975: Vier heiße Tage (The Headwave Lasted Four Days; Regie, Produzent, Autor)
- 1976: The Art of Eating (Dokumentar-Kurzfilm; Regie, Produzent, Editor)
- 1979: Why Men Rape (Dokumentar-Kurzfilm; Regie, Produzent, Editor, Vorarbeit)
- 1984: Bambinger (Kurzfilm; Regie)
- 1985: Empire, Inc. (Fernseh-Miniserie, 6 Folgen; Regie)
- 1986: Bradburys Gruselkabinett (Ray Bradbury’s Chronicles, Fernsehserie, Folge Banshee; Regie)
- 1988/1989: Twilight Zone (Fernsehserie, Folgen Extra Innings und The Mind of Simon Foster; Regie)
- 1989: Kampf gegen die Mafia (Wiseguy; Fernsehserie, Folge High Dollar Bop; Regie)
- 1990: Auf eigene Faust (Counterstrike/Force de frappe, Fernsehserie, Folge Thanos; Regie)
- 1990: Whispers (Regie)
- 1990/1991: Die Waffen des Gesetzes (Street Legal, Fernsehserie, Folgen Lies und The Cookies Crumble; Regie)
- 1992: Deadbolt (Fernsehfilm; Regie)
- 1992–1995: Küß’ mich, John (Hearts Afire, Sitcom; Produzent)
- 1994: The Paperboy (Regie)
- 1995: Die falsche Mörderin (The Wrong Woman; Regie)
- 1996: The Palmer Files: Herren der Apokalypse (Midnight in St. Petersburg, Regie)
- 1997: Hate – Haß (alternativ Der Feind in meinem Haus), OT: Natural Enemy, (Video; Regie)
- 1997: Twists of Terror – Das Grauen lauert überall (Fernsehfilm; Regie)
- 1998: Random Encounter (Regie)
- 1998: False Pretense – Der Schein trügt (Dead End; Regie)
- 1999: Symphonie des Todes (Requiem for Murder; Regie)
- 2000: Der Voyeur – Von einem Spanner verfolgt (Someone Is Watching; Fernsehfilm; Regie)
- 2001: The Ghost (Regie, Autor)
- 2002: Das Denver-Attentat (Aftermath, VT: Bombenanschlag – Die Jagd auf den Attentäter; Regie)
- 2004: Saving Emily (Fernsehfilm; Regie)
- 2005: Verbotene Liebe – Ein mörderisches Spiel (A Killer Upstairs, Fernsehfilm; Regie)
- 2006: The Perfect Marriage (Fernsehfilm; Regie)
- 2007: Trügerische Freiheit – Der Mörder wartet auf dich (Framed for Murder, Fernsehfilm; Regie)
- 2008: Mit 17 bist Du tot (Dead at 17, Fernsehfilm; Regie)
- 2008: The Perfect Assistant (auch Perfect Secretary; Regie)
- 2009: A Nanny’s Secret (Fernsehfilm; Regie)

## Auszeichnungen
Oscarverleihung 1970
- Nominierung in der Kategorie „Bester Kurzfilm“ für Blake

Canadian Film Awards 1973
- Ausgezeichnet mit dem Etrog Award in der Kategorie „Bestes Drehbuch“ zusammen mit Alvin Goldman für The Sloane Affair sowie in der Kategorie „Beste Regie“ und „Bestes TV-Drama“ für The Sloane Affair

CableACE Awards 1987
- Ausgezeichnet mit dem ACE in der Kategorie „Beste Regie in einer dramatischen Serie“ für die Episode Banshee aus Bradburys Gruselkabinett